# Moción
Moción parlamentaria o simplemente moción, es una propuesta presentada por un grupo de parlamentarios ante el Congreso o el Senado. Existen dos clases de mociones parlamentarias: como proyecto de ley y como voto.

## Clases de moción

### Como proyecto de ley
La moción es un tipo de  proyecto de ley que es presentada por los propios parlamentarios. Tiene su origen en los sistemas presidencialistas, en que el presidente de la nación actúa como colegislador. De esta forma, la moción corresponde a la iniciativa del parlamento y el mensaje corresponde a la iniciativa del Presidente.

### Como voto o parecer del parlamento
La moción parlamentaria tiene por objeto que el parlamento demuestre su parecer frente a algún acontecimiento relevante ocurrido en el país o en el exterior, o para representar a su propio gobierno o a un gobierno extranjero su posición frente a algún dictamen. Es propio de los sistemas parlamentarios.
- Moción de censura: «la que se realiza en un órgano representativo contra el equipo o jefe de Gobierno en que se propone otro candidato que puede sustituirle si triunfa».[3]
- Moción de confianza: la que se realiza desde el Gobierno para confirmarse en él si triunfa.[4]
- Moción de interpelación: la que se propone para interrogar a un miembro del Consejo de Ministros o Gabinete por parte de los miembros del poder legislativo.[5]
- Moción de protesta: la que realiza el parlamento demostrándole al gobierno su disconformidad frente a un asunto.[6]
- Moción de orden: la que realiza un parlamentario solicitando del Presidente que se pronuncie frente a un tema.[7]
- Moción de saludo, felicitación o reconocimiento: la que acuerda el parlamento para demostrar su gratitud a una persona o entidad pública o privada.[8]
- Moción de duda: la que permite a los parlamentarios esclarecer dudas con relación a un proyecto.[9]
- Moción de repudio: la que acuerda el parlamento rechazando los dichos o la conducta de una persona o entidad, nacional o extranjera.[10]
- Moción de privilegio: aquella que se presenta para levantar una sesión, plantear una cuestión de privilegio, modificación del orden del día, etc.[11]
- Moción de duelo: la que acuerda el parlamento frente al fallecimiento de alguna personalidad relevante.[12]
- Moción de protección: la que acuerda el parlamento en tutela de un interés.[13]
- Moción ciudadana: la reciente implicación e impulso de movimientos sociales, culturales y ciudadanos, ha dado lugar a mociones o propuestas ciudadanas que refrendan iniciativas populares a órganos de gobierno e instituciones públicas. Dichas propuestas suelen ser reivindicaciones sociales que se presentan con el respaldo de los ciudadanos mediante su firma. En función de dónde se presenta dicha moción, también puede denominarse Iniciativa popular. Véase Iniciativas Legislativas Populares (ILP).